# イスティクラル党
イスティクラル党（イスティクラルとう、アラビア語：حزب الإستقلال 、ラテン文字転写：hizb al-istiqlāl）は、モロッコの政党。独立党と日本語訳されることもある。
1943年 に結成された当初はフランスの植民地支配からモロッコの独立をめざす民族主義を掲げていたが、1956年に独立を達成すると、モロッコ政界の中核的存在となった。王党派の保守政党で、中道民主インターナショナルに加盟している。
2007年のモロッコ下院総選挙では325議席中、52議席を獲得して第1党となり、アッバス・エル＝ファッシ党首が国王ムハンマド6世から首相に任命された。2021年の総選挙では78議席で第3党。